# 應急特遣隊
應急特遣隊（英文：Emergency Response Task Force，縮寫ERTF）是醫療輔助隊內專為應付特別災難的隊伍。在香港發生特別災難時，應急特遣隊會派遣隊員協助消防處的救護總區和現場醫護人員處理傷者。除此之外，應急特遣隊在醫療輔助隊隊內推廣災難醫療，使到醫療輔助隊其他部門的隊員在災難事故或一般意外上有高效率的處理能力。

## 歷史
醫療輔助隊在1990年代推行災難醫療計劃，希望將有關技術推廣至隊內，以提升隊員的災難醫療技術。於1992年成立應急特遣隊，在特遣隊內率先推行災難醫療助理（Disaster Medical Assistant，DMA）訓練，成員除專業的醫護人員外，還有從其他縱隊借調的隊員。透過應急特遣隊，向醫輔隊內推行災難醫療計劃，藉此加強對處理災難事故的能力。
應急特遣隊在過往香港的災難事故中，均有奉召出動，包括1996年八仙嶺山火、嘉利大廈大火、1999年香港國際機場中華航空642號班機空難等事故。
2012年10月1日，應急特遣隊奉召於南丫島撞船事故中出動。

## 組織
應急特遣隊下設3小隊，包括甲、乙及丙小隊。

## 制服
應急特遣隊成員的制服為深藍色的工作服，背後印有螢光綠的應急特遣隊及ERTF字樣，以資識別。